# 泛美會議
泛美會議（英文：Pan-American Conference）參加國家有美國和二十多個拉丁美洲國家。1889年10月舉行首次會議，規定每五年開會一次。最初幾屆會議，多是商討關於政治的和經濟的合作問題，其後側重軍事防衛方面。1948年3月，在哥倫比亞舉行第九次的會議，通過泛美聯防公約。1954年3月，在卡拉卡斯舉行第十次會議，通過防止共产国际在西半球活動的方案。